# 1803 في الولايات المتحدة
فيما يلي قوائم الأحداث التي وقعت خلال عام 1803 في الولايات المتحدة.

## في المنصب

### الحكومة الاتحادية
- الرئيس: توماس جيفرسون (الحزب الجمهوري الديمقراطي-فيرجينيا).
- نائب الرئيس: آرون بور (الحزب الجمهوري الديمقراطي-نيويورك).
- رئيس القضاة: جون مارشال (فيرجينيا).
- رئيس مجلس النواب: ناثانيل ماكون (الحزب الجمهوري الديمقراطي-ولاية كارولينا الشمالية).

## الأحداث
- 30 أبريل صفقة شراء لويزيانا من فرنسا.

## مواليد
- 19 يناير سارة هيلين ويتمان، شاعرة وكاتبة (توفيت عام 1878).
- 2 فبراير ألبرت سيدني جونستون، (توفي عام 1862).
- 25 مايو رالف والدو إمرسون، كاتب وشاعر (توفي عام 1882).
- 10 يوليو ويليام تود رجل أعمال كندي مرشح في مجلس الشيوخ (توفي عام 1873).
- 16 يوليو سارة يورك جاكسون بالنيابة السيدة الأولى في الولايات المتحدة (توفيت عام 1887).
- 24 يوليو ألكسندر جاكسون ديفيس، معمار قوطي (توفي عام 1892).
- 18 أغسطس ناثان كليفورد، (توفي 1881).
- 4 سبتمبر سارة بوك، السيدة الأولى في الولايات المتحدة (توفيت عام 1891).
- 29 سبتمبر ميركاتور كوبر [الإنجليزية]، قبطان بحري (توفي عام 1872).
- 3 أكتوبر جون غوري، طبيب ومخترع التبريد الميكانيكي (توفي عام 1855).
- 24 أكتوبر ألبرت سميث وايت، عضو مجلس الشيوخ الأمريكي عن ولاية إنديانا من 1839 إلى 1845 (توفي عام 1864).
- ديسمبر 18 أو 27 ويليام آلن، عضو مجلس الشيوخ الأمريكي عن ولاية أوهايو من 1837 إلى 1849 (توفي عام 1879).

## وفيات
- 24 يونيو ماثيو ثورنتون، من الموقعين على إعلان الاستقلال (ولد عام 1714 في أيرلندا).
- 2 أكتوبر صامويل آدمز، أحد الآباء المؤسسين للولايات المتحدة (ولد عام 1722).
- 30 ديسمبر فرانسيس لويس، من الموقعين على إعلان الاستقلال (ولد عام 1713 في ويلز).